# Опел астра
Опел астра је аутомобил који производи немачка фабрика аутомобила Опел.

## Историјат
Астра је компактни аутомобил кога од 1991. године производи Џенерал моторсова немачка фирма Опел, а досад је произведен у шест генерације.
Астра се тренутно производи у Џенерал моторсовим фабрикама у Њемачкој, Белгији, Уједињеном Краљевству, Бразилу, Јужној Африци, Индији, Пољској и Русији. Све четири генерације доступне су у хечбек верзијама са троје или петоро врата или као караван, док су прва и друга генерација биле доступне и као лимузине, кабриолети и купеи. Трећа је генерација умјесто посебних купе и кабриолет верзија по први пут имала електрично склопиви метални кров.
Прва генерација астре производила се од 1991. до 1998, а друга од 1998. до 2003. године. Трећа генерација почела се продавати крајем 2003. као модел за 2004. годину. Астра треће генерације од почетка је била доступна у хечбек верзијама са троје или петоро врата те као караван, а крајем 2005. године појавио се и купе кабриолет назван астра твинтоп (енгл. TwinTop). Средином октобра 2006. на изложби аутомобила у Истанбулу представљена је и лимузина са четворо врата. Актуелна четврта генерација појавила се 2009. године.
Астра је на тржишту тренутно доступна са седам бензинских мотора запремине од 1,4 до 2 l те четири дизел-мотора запремине од 1,3 до 1,9 l. Најслабији мотори у понуди су 1,3 l CDTI дизел и 1,4 l „твинпорт“ бензинац који развијају снагу од 90 коњских снага, док је најјачи мотор у понуди 2 l бензинац који уз помоћ турбо пуњача развија 240 коњских снага. Најјачи дизел-мотор у понуди је 1,9 l CDTI са 150 коњских снага.
Крајем 2011. године одржана је светска премијера Астре GTC 2012 на највећем немачком сајму аутомобила.
2015. године на интернационалом салону аутомобила у Франкфурту лансирана је нова генерација астре, на платформи К. Нова астра је лакша од претходника (у зависности од нивоа опреме) до 200 килограма. Дизајнери су то постигли тако што су ревизирали све компоненте и користи нове материјале у изради аутомобила. Астра К долази са 3 бензинска агрегата и једим дизел агрегатом. Снага бензинских мотора се креће од 100 до 200 коњских снага, где 200 коњских снага испоручује 1.6 турбо-бензински мотор. Такође, дизел мотор од 1600 кубика радне запремине има различиту снагу, која варира између 95 и 160 кс. Доступни су петостепени или шестостепени мануелни мењач, као и петостепени полу-аутоматски мењач.

## Астра Ф
Астра Ф представљена је у септембру 1991. као наследник кадета Е, име астра за наследника Кадета узето је са кадета Д и Е који су на британском тржишту продавани под називом Воксхол астра. Нуђена је у хечбек верзијама са 3 и 5 врата, као караван, лимузина и кабриолет. У понуди су били бензинци: 1.4, 1.6, 1.8, 2.0, 2.0;
Као и опелов 1.7 и исузуов 1.7 дизел. Након краја производње у Немачкој Астра Ф се производила у Пољској и Турској до 2002. под именом астра класик. Сем Опела подавана је под маркама Воксхол (УК), Холден (Аустралија) и Шевролет (Јужна Америка).

## Галерија
- Астра Ф
- Астра Г
- Астра Х
- Астра Ј
- Астра К
- Астра Л